# Slušní lidé
Slušní lidé bylo politické hnutí založené v roce 2016 v Brně původně pod jménem HNUTÍ DOST, od 1. listopadu 2016 působící pod názvem Slušní lidé. Předsedou hnutí byl Zdeněk Pernica, známý též pod přezdívkou Gauny jako boxer a autor tzv. Gaunyho primitivních komiksů. Hnutí používalo pro svoji prezentaci sociální sítě.
Hnutí ministerstvu vnitra nepředložilo výroční finanční zprávy za roky 2017 až 2020 a tak vláda v lednu 2022 navrhla činnost hnutí pozastavit. K pozastavení došlo 16. března 2022. Nejvyšší správní soud hnutí rozpustil v prosinci 2023.

## Zaměření a program
Program hnutí byl spojen s komunálními tématy města Brna, hlásal boj proti klientelismu, neexistenci územního plánu a koncepci dopravy. Hnutí se vymezovalo zejména proti politickým subjektům koalice vládnoucí od voleb roku 2014: hnutí Žít Brno, které obvinilo z nekompetentnosti, Straně zelených a hnutí ANO 2011, jehož politiky nepřímo obvinilo z korupce.[zdroj⁠?!]
Ministerstvo vnitra hnutí ve své čtvrtletní zprávě o extremismu za druhé čtvrtletí 2017 zařadilo na seznam extremistických organizací, přičemž ve zprávě uvedlo, že „personální substrát skupiny tvoří mimo jiné i osoby s neonacistickou či chuligánskou minulostí.“ Hnutí za to počátkem října téhož roku podalo na ministerstvo žalobu a dožadovalo se omluvy. V následujících souhrnných situačních zprávách Ministerstva vnitra o extremismu za 3. a 4. čtvrtletí 2017 i 1. čtvrtletí roku 2018 Slušní lidé zmíněni nebyli.

## Aktivity
Dne 26. května 2018 téměř dvacet členů a sympatizantů hnutí protestovalo proti uvedení kontroverzního divadelního představení chorvatského režiséra Olivera Frljiće Naše násilí, vaše násilí v Divadle Husa na provázku v rámci festivalu Divadelní svět. Přišli do hlediště a krátce po začátku inscenace začali hlučet, a když herci nepřestali, vystoupili sami na jeviště, kde bránili pokračování hry. Neuposlechli pak výzev pořadatelů a odešli až po intervenci policie. Ta jejich konání vyšetřovala jako přestupek a prověřovala, zda nedošlo k překročení hranice trestného činu. Představitelé hnutí vyhrožovali pokračováním podobných a „ještě důraznějších“ aktivit.
Senátorka Eliška Wagnerová podala v té souvislosti trestní oznámení na neznámého pachatele pro podezření z trestného činu výtržnictví. „Bylo by velmi znepokojivé, pokud by měl být dán prostor někomu, kdo chce nám ostatním diktovat, jaké divadlo, knihy a filmy smíme sledovat a číst, a jaké nikoliv,“ sdělila Wagnerová. Trestní oznámení podali v této souvislosti rovněž Slušní lidé – na autora hry Olivera Frljiće, ředitele festivalu Divadelní svět a brněnského Národního divadla Martina Glasera a na skupinu herců. Hra, v níž jsou herci na jevišti nazí, obsahuje mimo jiné i scény, ve kterých si herečka z intimních partií vytahuje českou vlajku nebo Ježíš znásilňuje muslimku.
Radnice Brna-střed vyhodnotila počínání členů a příznivců Slušných lidí jako přestupek a v září 2018 udělila pokuty 25 lidem v celkové výši 126 tisíc korun (24 lidem po 5 tisících korun a jednomu ve výši 6 tisíc). Celkem 17 z nich podalo proti rozhodnutí odpor, ze zbylých 8 jen jeden pokutu do srpna 2019 zaplatil, po ostatních sedmi radnice hodlala dlužné pokuty vymáhat. Spis ostatních 17 předala radnice brněnskému magistrátu coby nadřízenému orgánu, ten však věc ve lhůtě nevyřídil, a proto došlo k promlčení přestupků.
Předseda hnutí Zdeněk Pernica koncem dubna 2020 čelil policejnímu vyšetřování. Na Facebook totiž umístil fotomontáž, na které vyhrožoval likvidací pražskému primátorovi Zdeňku Hřibovi (Piráti), starostovi Prahy 6 Ondřeji Kolářovi (TOP 09) a starostovi Řeporyjí Pavlu Novotnému (ODS). Politici se přitom v téže době kvůli ruským výhrůžkám nacházeli pod policejní ochranou. Pernica tvrdil, že se z jeho strany jednalo o satiru.
Kriminalisté vyšetřující korupční kauzu brněnského hnutí ANO (nazvanou Stoka) konstatovali, že předseda Slušných lidí Zdeněk Pernica byl v častém telefonickém kontaktu s vlivným brněnským manažerem a lobbistou Janem Tkadlecem, který sice k jaru 2020 nebyl v této kauze obviněný, policie však vůči němu v únoru 2019 zahájila úkony trestního řízení pro podezření, že byl součástí skupiny manipulující s veřejnými zakázkami na brněnských úřadech. V roce 2016 byl Tkadlec rovněž u zrodu hnutí Slušní lidé.
V červenci 2021 Alain Banongo, sympatizant hnutí, spáchal brutální vraždu ve Slatině, zadržen byl po policejní honičce, odsouzen byl na třiadvacet let.

## Komunální volby 2018

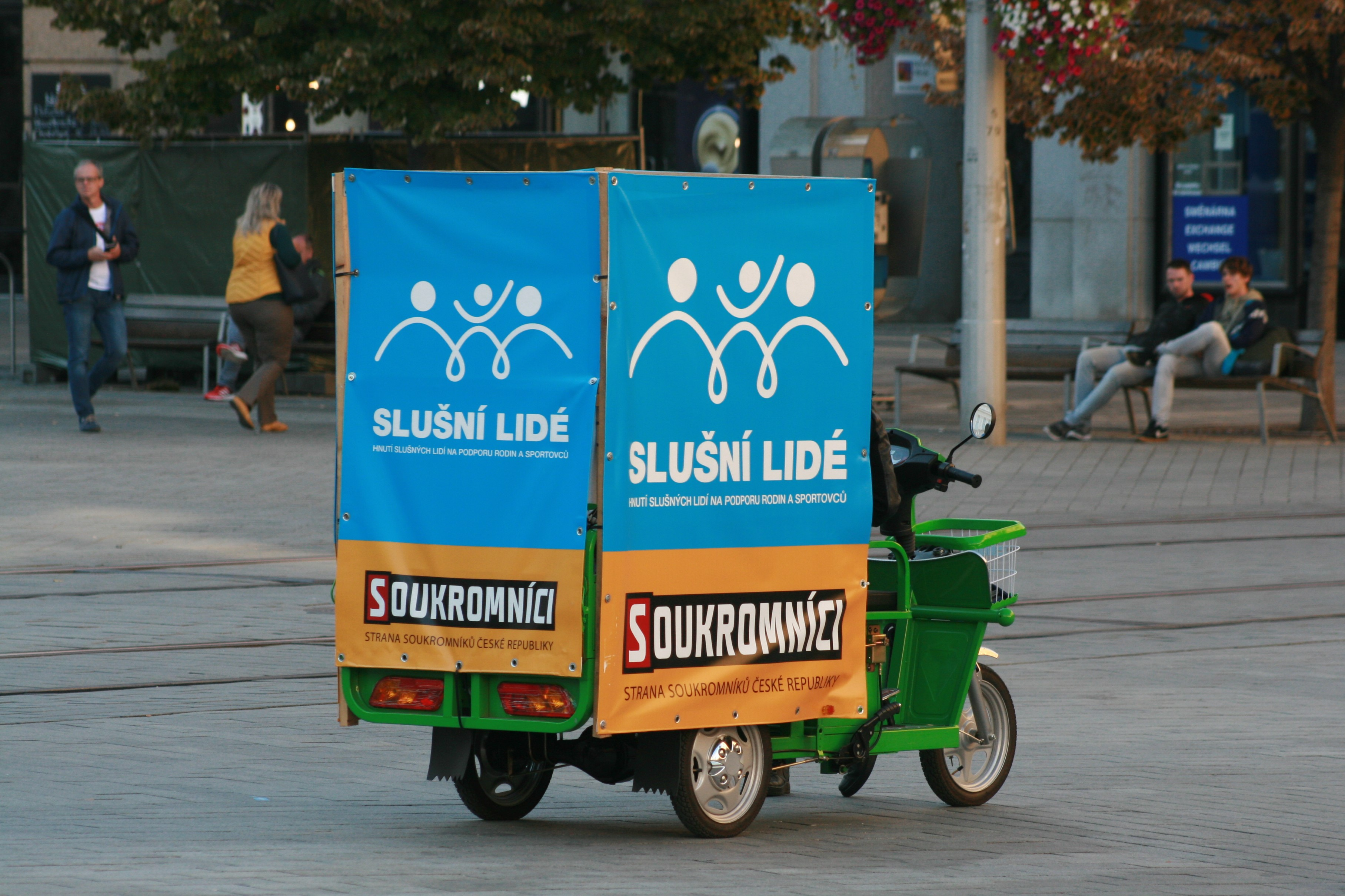
Předvolební reklama na náměstí Svobody v Brně

Na jaře 2018 hnutí ohlásilo svůj záměr kandidovat v podzimních komunálních volbách, Zdeněk Pernica byl jmenován jako kandidát na primátora statutárního města Brna. Podle politologa Michala Pinka však bez valných šancí na úspěch. Do voleb šli spolu se Stranou soukromníků České republiky a kromě jedničky Zdeňka Pernici se na kandidátce objevila např. místostarostka městské části Brno-Židenice Monika Doležalová. Ta po 23 letech opustila řady KDU-ČSL.

## Financování
Na jaře 2018 hnutí dostalo pokutu za nezveřejnění svého transparentního účtu. Deník MF Dnes navíc v dubnu 2018 uvedl, že hnutí v rozporu se zákonnou povinností neodevzdalo včas Úřadu pro dohled nad hospodařením politických stran a hnutí zprávu o financování za rok 2016 i 2017, a úřad proto chystal návrh na pozastavení jeho činnosti. Pernica tvrdí, že hnutí žije z členských příspěvků. To ale kvůli absenci zprávy o financování nelze doložit.